# Ana Ambrazienė
Ana Ambrazienė (ros. Ана Амбразиене; pol. Anna Kostecka-Ambraziene; ur. 14 kwietnia 1955 w Tarkonach, rejon wileński, zm. 12 lutego 2025 w Wilnie) – litewska lekkoatletka narodowości polskiej specjalizująca się w biegach płotkarskich. W czasie swojej kariery reprezentowała Związek Socjalistycznych Republik Radzieckich.

## Sukcesy sportowe
Dwukrotnie (1983, 1987) zdobyła złote medale mistrzostw ZSRR w biegu na 400 metrów przez płotki. W 1983 w Moskwie ustanowiła rekord świata w biegu na 400 metrów przez płotki. Największy sukces na arenie międzynarodowej odniosła w 1983 w Helsinkach, zdobywając srebrny medal mistrzostw świata (z czasem 54,15; za Jekatieriną Fiesienko). W kolejnych mistrzostwach świata (Rzym 1987) w finale biegu na 400 metrów przez płotki zajęła 6. miejsce.

## Rekordy życiowe
- bieg na 400 metrów przez płotki – 54,02 – Moskwa, 11 czerwca 1983 roku (rekord Litwy; rekord świata do 22 czerwca 1984 roku)